# Телль-Сукас
Телль-Сукас (араб. تل سوكاس‎) — телль на берегу Средиземного моря, к югу от города Джабла. Отождествляется с городом Сукция древнехеттских источников и Шукси угаритских текстов.
Первые исследования здесь были предприняты в 1934 году, когда Эмиль Форрер провёл зондаж холма, показавший, что поселение имеет длительную историю и находилось в контакте с греческой культурой. Раскопан датской археологической экспедицией фонда «Карлсберг» под руководством Поуля Йёргена Рииса. Исследования датской экспедиции показали, что на Телль-Сукасе представлены следующие основные периоды: 
A Позднесредневековый

B Период крестоносцев

C Византийский

D Римский

E Эллинистический

F Новофиникийский

G Период преобладания греков

H Раннежелезный век, включая греческое заселение

J Позднебронзовый

K Среднебронзовый

L Раннебронзовый

M Халколитический

N Неолитический
Датская экспедиция нашла в Телль-Сукасе много скарабеев, один с именем Аменхотепа І.